# Armalyte
Armalyte är ett shoot 'em up-spel utvecklat av Cyberdyne Systems och utgett av Thalamus. Armalyte var Cyberdyne Systems sjätte produkt. Spelet släpptes 1988 till Commodore 64.